# な行
な行（なぎょう）とは、日本語の五十音図における5番目の行である。な、に、ぬ、ね、のが含まれる。どの仮名も子音と母音から成る音節またはモーラを表す。
な行の音の子音はいずれも有声音であるため、濁音は存在しない。な行の頭子音の音素は/n/で表されるが、その発音は「な」「ぬ」「ね」「の」では歯茎鼻音[n]、「に」では口蓋化した歯茎鼻音[nʲ]または硬口蓋鼻音[ɲ]で記述される音である。拗音「にゃ」「にゅ」「にょ」は、「に」の頭子音（[nʲ]または[ɲ]）
と母音「あ」「う」「お」を組み合わせた音である。
な行の日本式ローマ字表記およびヘボン式ローマ字表記はともにna ni nu ne no、にゃ行の日本式ローマ字表記およびヘボン式ローマ字表記はnya nyu nyoである。